# Josef Erber (Bildhauer)

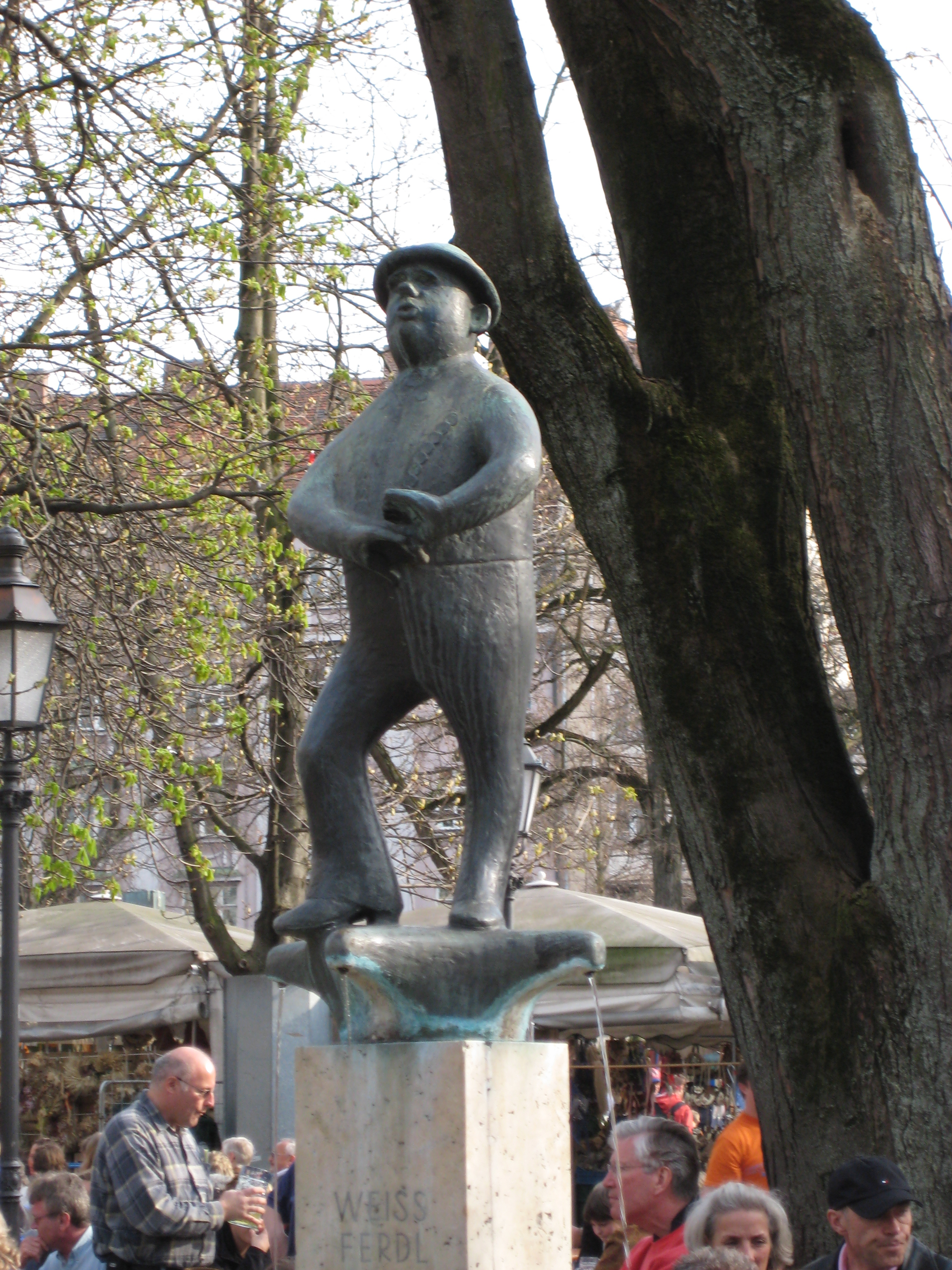
Weiß-Ferdl-Brunnen auf dem Münchner Viktualienmarkt

Josef Erber (* 30. März 1904 in München; † 20. Oktober 2000 ebenda) war ein deutscher Bildhauer und Karikaturist.

## Leben
Josef Erber wurde im Münchner Stadtteil Giesing geboren. Nach einer Steinmetz-Lehre studierte er an der Akademie der Bildenden Künste. Er gehörte zum Kreis der Künstler um die Flossmann-Villa im Münchner Vorort Obermenzing.
Zu seinen frühen Werken zählte ein großes steinernes Adlerrelief mit Löwen und einer Eule, das er 1932 zusammen mit Karl Killer für das Deutsche Museum anfertigte. Anders als die meisten seiner damaligen Kollegen war Erber aber nicht an der weiteren Ausgestaltung des Museums im konservativ-völkischen Stil beteiligt und stellte auch nicht auf der Großen Deutschen Kunstausstellung aus.
1934 heiratete er die Bildhauerin und Keramik-Künstlerin Marianne Flossmann, Tochter Josef Flossmanns. Beide wohnten bis an ihr Lebensende in dem Atelierhaus in der Marsopstraße.
Als Karikaturist zeichnete Erber ab Ende 1946 hin und wieder für den „Simpl“.

## Werke
Die großformatigen Skulpturen bzw. Brunnen aus dem harten, schwer zu bearbeitenden Granit hat Josef Erber nicht selbst gefertigt, sondern sie wurden nach seinen Entwürfen durch andere Firmen ausgeführt.
- Brunnendenkmal für Weiß Ferdl, Bronze und Kalkstein, 1953, 
 München, Viktualienmarkt[5]
- Franziskusbrunnen, Muschelkalk, 1961 unter Verwendung von Überresten des im Krieg zerstörten Jonas-Brunnens von Hubert Netzer aus dem Jahr 1911, 
 München-Maxvorstadt, Josephsplatz[6]
- Brunnen am Grab von August Exter, Granit, 1962, 
 München-Obermenzing, Friedhof[7]
- Flügelrad, Eisen, datiert „1966“, 
 München-Pasing, Ecke Lortzing-/Scapinellistraße
- Arbeiten für die Bauverwaltung der Oberpostdirektion München: 
  - Unbekanntes Werk, 1967, 
 München-Fürstenried, Postamt[8]
  - Brunnenblock, Granit, 1968, 
 früher in München-Moosach, Breslauer Straße 1, Postamt(?), Atrium (abgerissen, jetzt Neubau)[9]
  - Ohne Titel, ein Brunnenbecken mit anschließender 2,25 m hoher Trennmauer zur Abschirmung des nichtöffentlichen Bereichs zwischen Alt- und Neubau, Beton, 1969, 
 Wasserburg am Inn, Postamt, Bahnhofsplatz 10[10]
  - Brief, Technik, Bank, dreiteilige Steinskulptur, 1970, 
 Dachau, ehemaliges Postgelände, heute Max-Mannheimer-Platz[11]
  - Unbekannte Skulptur, 1971, 
 ehemals in München-Berg am Laim, Piusplatz 16, Schulungshaus der Bundespost, später Fernmeldeamt, Innenhof (abgerissen)[12]
  - Ohne Titel, eine figurativ-abstrakte Skulptur, die Posthorn und Brieftaube mit den geometrischen Grundformen Kreis und Dreieck in einer „für eine Steinskulptur fast zart anmutenden Sprache“ kombiniert, Granit, 1973, 
 Grassau im Chiemgau, ursprünglich vor dem damaligen Postamt, Bahnhofstraße 33, später auf die andere Straßenseite versetzt[13]
  - Ruhebank, die mit einer freistehenden Stütze eine Einheit bildete, Holz, 1979/80, 
 ehemals in München-Neuperlach, Postamt (abgerissen), Hanns-Seidl-Platz 3[14]
  - Bauplastik an den zwei Eingängen (in Zusammenarbeit mit Herbert Peters), Stein, 
 ehemals in Rosenheim, Post- und Telegrafenamt (abgerissen), Bahnhofstraße[15]

## Auszeichnungen
- 1986 erhielt Erber den Pasinger Kunst- und Kulturpreis